# Alfonso Yuchengco

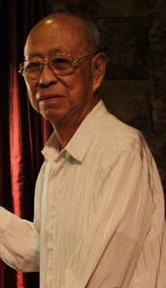

Alfonso Yuchengco (Manilla, 6 februari 1923 - aldaar, 15 april 2017) was een Filipijns zakenmagnaat en diplomaat. Hij was de topman van Yuchengco Group of Companies en tientallen andere bedrijven en instellingen. Yuchengco was in de jaren '80. '90 en 2000 ook Filipijns ambassadeur in China, Japan en bij de Verenigde Naties. 

## Biografie
Alfonso Yuchengco werd geboren op 6 februari 1923 in de Filipijnse hoofdstad Manilla. Zijn ouders waren Enrique T. Yuchengco en Hao Tay, beiden geboren in China. Na het voltooien van zijn middelbare schoolopleiding aan De La Salle University in 1940 behaalde hij in 1946 een Bachelor-diploma Commerciële Economie aan de Far Eastern University. Ook slaagde hij in 1947 voor examen voor Certified Public Accountant (CPA). Van 1947 tot 1948 volgde Yuchengco een master-opleiding aan Columbia-universiteit in de Verenigde Staten.
Na de dood van zijn vader Enrique T. Yuchengco in 1953 kreeg Alfonso de leiding over de Malayan Insurance Company. Hij bouwde het in de jaren erna uit tot de een groep van diverse verzekeringsbedrijven. In 1959 wordt House of Investments Inc. opgericht en een jaar later volgt de Rizal Development Bank, met als doel om kapitaal te vergaren voor de agrarische en industriële ontwikkeling van het land. Drie jaar later worden deze bank omgevormd naar een commerciele bank en hernoemd naar Rizal Commercial Banking Corporation (RCBC). In de tientallen jaren erna worden de groep van bedrijven steeds verder opgebreid. Nieuwe bedrijven werden opgericht en overgenomen. Tot de groep behoorden onder meer Manila Memorial Park en het Mapúa Institute of Technology.
Yuchengco was ook topman van veel andere grote bedrijven waaronder de Philippine Long Distance Telephone Company, Dole Philippines Inc., Standard Fruits, Philippine Rock Products, Trans-Malaya Leasing Corporation in Kuala Lumpur, Philippine Fuji Xerox Corporation, Zamboanga Wood Products, BA Finance Corporation, de IFC Group of Companies en Philippine Pacific Capital Corporation
Naast zijn activiteiten in het bedrijfsleven was Yuchengco ook diplomaat en ambassadeur. In 1986 werd hij door president Corazon Aquino benoemd tot ambassadeur van de Filipijnen in China, een functie die hij bekleedde tot 1988. Later was hij van 1995 tot 1998 ambassadeur in Japan. In 2001 werd Yuchengco benoemd tot presidentiële gezant voor China, Japan en Korea en van 2001 tot 2002 was hij de permanent vertegenwoordiger van de Filipijnen bij de Verenigde Naties. In 2004 wordt Yuchengco benoemd tot presidentieel adviseur voor buitenlandse relaties met de rang van kabinetslid.
Yuchengco overleed in 2017 op 94-jarige leeftijd. Hij was getrouwd met Paz Sycip en kreeg met haar zeven kinderen. De leiding over de Yuchengco Group of Companies ging in 2003 over naar zijn oudste dochter Helen Yuchengco-Dee.